# Ōkawa Kazushi
Ōkawa Kazushi (japanisch 大川 一司; geboren 16. November 1908 in der Präfektur Shizuoka; gestorben 13. November 1993) war ein japanischer Ökonom.

## Leben und Wirken
Ōkawa Kazushi machte 1933 seinen Studienabschluss an der Universität Tokio an der Fakultät für Agrarwissenschaften und wurde Lehrer an der „Höheren Schule für Land- und Forstwirtschaft Utsunomiya“ (宇都宮高等農林学校, Utsunomiya kōtō nōrin gakkō).
Nach dem Zweiten Weltkrieg wurde Ōkawa 1950 Professor an der Hitotsubashi-Universität. 1958 wurde er der erste Direktor des Wirtschaftsforschungsinstituts der staatlichen Wirtschaftsplanungsbehörde (経済企画庁, Keizai kikaku-chō) und 1969 Direktor des Instituts für Wirtschaftsforschung der Hitotsubashi-Universität. Er untersuchte das Wirtschaftswachstum Japans und widmete sich vor allem der Entwicklung langfristiger Wirtschaftsstatistiken. Er wirkte als Vorsitzender des „Beika shingikai“ (米価審議会) – des „Reispreisrates“ und war an der Formulierung von Agrarpolitik und Wirtschaftsplänen beteiligt. 1972 verabschiedete ihn seine Universität als Meiyo Kyōju. 1974 wurde er Direktor des „International Development Center of Japan“ (国際開発センター, Kokusai kaihatsu sentā).
Zu Ōkawas Veröffentlichungen gehören „Seikatsu suijun no sokutei“ (生活水準の測定) – „Die Messung des Lebensstandards“ 1953 und „Nippon keizai bunseki ― seichō to kōzō“ (日本経済分析―成長と構造) „Analyse der japanischen Wirtschaft: Wachstum und Struktur“ 1972.
1950 wurde  Ōkawa mit dem „Nihon Nōgakushō“ (日本農学賞) – mit dem Preis des „Verbandes der Agrargesellschaften Japans“ (日本農学会) ausgezeichnet. 1980 erhielt er den Orden der Aufgehenden Sonne zweiter Klasse, 1987 folgte die staatliche Auszeichnung als „Person mit besonderen kulturellen Verdiensten“.